# Бранда, Пьер
Пьер Эммануэ́ль Теодо́р Бранда́ (фр. Pierre Emmanuel Théodore Branda; род. 8 декабря 1966, Ницца) — французский историк, специалист по истории эпох Консулата и Первой империи. Один из авторов энциклопедического издания «Когда Наполеон создал Францию. Словарь политических, административных и судебных учреждений Консулата и Империи» (англ.  Quand Napoléon inventait la France. Dictionnaire des institutions politiques, administratives et de cour du Consulat et de l'Empire).

## Биография
Родился 8 декабря 1966 года в Ницце.
Получил магистра экономики в Университете Монпель-1 и магистра передовых исследований в Институте делового администрирования Ниццы.
С января 1989 года — соуправляющий в Ницце небольшого общества с ограниченной ответственностью по поиску и устранению неисправностей и починке электронного и оптического оборудования, часовому делу и ювелирным изделиям, а также оптовой продаже компьютеров, периферийного компьютерного оборудования и программного обеспечения.
С октября 2009 года — управляющий по вопросам наследия Фонда Наполеона, отвечая за финансы и коллекции предметов, принадлежащих этому учреждению.

## Историко-исследовательская деятельность
С 2005 года занимается исследованиями истории Первой империи, уделяя особенно особое внимание изучению финансирования войны и её политических или дипломатических последствий. Автор и соавтор более 20 книг по данной теме.
Вместе с Тьерри Ленцем выступил в качестве научного редактора каталога «Наполеона: жизнь и легенда» по случаю выставки трёхсот наполеоновских предметов, организованной Réunion des musées nationaux et du Grand Palais des Champs-Élysées и Фондом Наполеона во Дворце независимости в Астане с 20 декабря 2013 года по 9 марта 2014 года.
Является научным редактором 13-го тома (2017) и участвовал в подготовке 15-го тома (2018) 15-томного полного собрания писем Наполеона, подготовленного Фондом Наполеона и опубликованного издательством «Фаяр», и насчитывающего более сорока тысяч писем.
Принимает участие в телепередачах на историческую тематику. Участвовал (совместно с Тьерри Ленцем) в качестве эксперта в «Тайнах истории» Стефана Берна на телеканале France 2 — выпуски «Как стать Наполеоном?» (2015) и «Каролина, урождённая Бонапарт, жена Мюрата» (2017); 10 мая 2021 года в рамках той же передачи участвовал в художественно-документальной выпуске «Туссен-Лувертюр, свобода любой ценой» на телеканале France 3.

## Награды
- Премия Мемориала, главная премия Аяччо[фр.] (2007) за книгу Le Prix de la gloire
- Премия Первой империи[фр.] Фонда Наполеона (2007) за книгу Le Prix de la gloire
- Почётная медаль города Ниццы (2007) за книгу Le Prix de la gloire
- Кавалер ордена Искусств и литературы (2019)[7]

## Отзывы
Н. П. Таньшина в рецензии на книгу «Сага о Бонапартах. С XVIII века до наших дней» (фр. La saga des Bonapartes. Du XVIIIe siècle à nos jours) отметила что она является «весьма важной и актуальной» поскольку если о «Наполеоне, как подсчитал известный французский историк-наполеоновед Жан Тюлар, работы появляются каждый день, то книги о семье Наполеона весьма редки, если не учитывать работы об отдельных представителях рода». Бранда считает что всегда существовавший и существующий до сих пор интерес к Наполеону снижает интерес ко всем остальным представителям семейства Бонапартов, поскольку для них он выступает своего рода тотемом и на его фоне все остальные родственники выглядят лилипутами. Рецензент указала, что в связи с этим показательно, что историк Фредерик Массон написав свой 13-томный труд о восьми первых Бонапартов, назвал его «Наполеон и его семья» подчеркнув этим, что есть «Он и остальные в целом». Таньшина также заметила, что Бранда сделал весьма остроумное замечание с намёком на «Белоснежку и семь гномов» Уолта Диснея: «„Наполеон и семь гномов“— такими мелкими родственники Наполеона казались в этой работе, равно как и в других трудах». Кроме того, она обратила внимание на то, что Бранда справедливо отметил, что с одной стороны было бы нелепым подвергать сомнению ведущую роль Наполеона, а с другой интересоваться лишь им одним: «Какой была бы история, если бы она рассматривалась исключительно сквозь призму одного персонажа, неважно, сколь значимого?». Также Бранда считает, что «изолировать Наполеона от его семьи было бы заблуждением, без неё его бы не существовало. Как и семья, очевидно, без него не поднялась бы столь высоко». При этом французский историк полагает, что в той же мере ошибочно заниматься противопоставлением друг другу различных представителей рода Бонапартов, поскольку они представляли собой единое целое. Хотя они все были вынуждены, отмечает Таньшина, «приложить немало усилий, чтобы засиять рядом с звездой Наполеона», причём «каждый это делал в своей манере, со своим оружием и своими возможностями». По словам Бранда, некоторые достигли значительного роста чтобы не находиться в тени своего великого сородича: «Рискуя, они держали пари, иногда были близки к победе, иногда тотально проигрывали, но это не главное. Ведя эту борьбу, они становились если не более величественными, то более уважаемыми». В свою очередь рецензент указала, что «на страницах этой книги читатель познакомится с целой плеядой государей и не только», попутно отметив, что Бранда следующим образом представляет своих героев: «два императора, три короля, королева, два принца, прекрасная муза, один Орлёнок страдающий, другой — погибший на поле боя, подруга поэтов, знаменитая невротичка, удивительный американский госсекретарь, герой Сопротивления, и, наконец, депутат Старого порядка». При этом Таньшина подчеркнула что «сага Бонапартов не только французская, она ещё и итальянская, немецкая, голландская, английская, испанская, русская и даже американская». Она пишет что «судьбы одних персонажей книги весьма изучены и хорошо известны читателю; биографии других представителей клана, особенно из ХХ-ХХI вв., известны гораздо меньше» и что «герои, казалось бы, весьма исследованные в историографии, предстают на страницах этой книги, если можно так выразиться, в обновлённом виде». По мнению рецензента «об этом говорят уже сами названия глав, которых в этой книге шестнадцать, не считая пролога и эпилога» а само историческое произведение предстаёт перед читателями как «настоящая сага, эпопея, порой — драма, и названия — предельно лаконичные, но при этом образные и явно нестандартные», поскольку Наполеон III изображён «вовсе не как император французов, а как „бонапартист“», а Наполеон Эжен, его сын, который погиб находясь в Южной Африке выступает в образе «Наполеон IV, последний император». Дочь Жерома Бонапарта принцесса Матильда и его сестра — Полина, как «откровенная» и «танцующая», соответственно. Наполеон II (Орлёнок) изображён как «Луи, страдающий», Жозеф Бонапарт — «осторожный», а Люсьен Бонапарт — «эфемерный». В он время как сам Наполеон выведен в виде «тотема». В связи со всем этим Таньшина подчёркивает, что «перед нами — слова-маркёры, раскрывающие, причём очень тонко, суть персонажа». Далее рецензент отмечает, что по словам Жана Тюлар, историк не должен любить своих героев, иначе его нельзя назвать специалистом и хотя она указывает на то, что «исследователь должен быть объективным и беспристрастным, а любовь многое прощает», Таньшина, тем не менее, высказывает мнение, что «историк может сопереживать своим героям, при этом стремясь к объективности восприятия и анализа» и в этом смысле Бранда «не идеализирует своих героев, он их, действительно, стремится понять, со всеми их сложностями и противоречиями, подчеркивая, что „совершаемые ими ошибки делают их более человечными, а их парадоксальность — более сложными, порой даже трогательными“». В целом Бранда считает, что в истории монархических семей династия Бонапартов — это исключительный случай, поскольку в XIX веке они были находились у власти не только во Франции, но во всей остальной Европе. И задавшись вопросом «Какая ещё семья может похвастаться этим?» французский историк отвечает следующее: «Конечно, династии Романовых, Габсбургов и Виндзоров имели выдающихся представителей, но Бонапарты — это особый случай». Бранда видит такой успех в то что они появились на сцене большой истории совершенно внезапно, а их власть, прежде всего, основывалась на военной славе, поэтому к Бонапартам относились как к авантюристам и парвеню и оспаривали вопрос их легитимности. И, тем не менее, французский историка убеждён что когда представители данной династии занимали трон, то их поведение было достойно настоящих монархов что особенно находило отражение после поражений, когда Бонапарты смогли сохранить чувство величия, вызывая этим уважение к себе. И именно поэтому, Бонапарты, пройдя через все сложности, сумели стать частью семьи европейских династий, даже несмотря на то, что подобные связи были не столь явными в XX веке. В своей книге Бранда предлагает читателям не просто галерею неких государственных и общественных деятелей поскольку его Бонапарты в первую очередь изображены живыми людьми, обладающими собственными сильными и слабыми сторонами, страстями и пороками, достоинствами и недостатками: «Государи и авантюристы, щедрые и скупцы, влюбленные и интригующие, расчетливые и страстные, величественные и смешные, очаровательные и вульгарные, трагические и патетические, наши Бонапарты являются замечательными персонажами, будто бы сошедшими со страниц романов Бальзака или Дюма». По мнению французского историка, в их облике присутствуют черты Растиньяка поскольку подобно герою «Человеческой комедии», они обладали большой амбициозностью, а амбиции увлекали их очень и очень далеко, а также они похожи на Эдмона Дантеса, особенно это проявлено у Бонапартов второго поколения, родившихся в изгнании, жившими изгоями и жаждавшими взять реванш. Затрагивая вопрос историографии и источников, к которым обращался автор книги, Таньшина указывает, что данный труд «носит научно-популярный характер», Бранда «использует опубликованные источники, как хорошо известные, так и вводимые в научный оборот в дополненном виде (речь идёт, прежде всего, о полной переписке Наполеона Бонапарта, опубликованной „Фондом Наполеона“ во главе с его директором, известным историком Тьерри Ленцем), а также новейшие исторические исследования». Сам французский историк, при этом, утверждает, что он «сражается против ложных представлений или мифов, которые со временем стали восприниматься, как истина». В связи с этим рецензент полагает что «это очень справедливое высказывание, ведь наполеоновская легенда и миф начали твориться самим Наполеоном, ветеранами Великой армии, писателями и поэтами-романтиками, и со временем стало сложно отделить реальный персонаж от мифологического и легендарного». Бранда считает, что с в случае с Бонапартами происходит переплетение литературного и исторического, и на страницах данной книги он множество раз отождествляет своих героев с образами и персонажами художественной литературы. В качестве источников для наполеоноведения французский историк рассматривает дела Бонапартов, выраженные в итогах их непосредственной деятельности. Кроме того Бранда отмечает что вслед за ними легко следовать, поскольку везде где прошли или побывали Бонапарты, от них осталось обширное наследие. В частности, только за то время, когда у власти во Франции были два Наполеона, в стране произошли коренные перемены, и Бранда в связи с этим пишет, что «объёмного словаря едва ли хватит для того, чтобы рассказать обо всех их свершениях». Среди Бонапартов были и созидатели и активными меценаты, как Матильда Бонапарт, получившая прозвище «Богородица искусств», две сестры Наполеона — Элиза и Полина, которые оставили себе память в Карраре и в Помпеях. В истории Германии запомнились реформы короля Жерома, в то время как в Нидерландах — преобразования Луи Бонапарта. И несмотря на то, что в Испании память о Жозефе неоднозначна, то в Неаполе о нём сохранилась добрая память. В австрийском Шёнбруннском дворце туристы имеют возможность посетить комнату Орлёнка, где он провёл свою недолгую жизнь, а в Южной Африке есть мемориал в честь имперского принца, сына Наполеона III. В Северной Америке память о Бонапартах хранит традиция молодожёнов приезжать на Ниагарский водопад, зачинателями которой являются Жером вместе со своей американской женой. Затрагивая вопрос отношения автора к своим героям Таньшина пишет что Бранда «позитивно оценивает деятельность императора Наполеона III, отношение к которому в исторической науке только в последнее время начало меняться», справедливо отмечая, по её мнению, что «с тех пор, как Виктор Гюго охарактеризовал его как „Наполеона малого“, этот эпитет из литературы перекочевал не только в массовое, но и в историческое сознание». Французский историк отмечает, что как и у Наполеона, у его племянника Луи-Наполеон были как часы славы, так и поражения. На вершине своего могущества оба Наполеона превратили Париж в столицу Европы, но второй это сделал при других обстоятельствах, поскольку со времени окончания Крымской войны влияние Франции на европейском континенте было решающим. Проведя анализ деятельности Наполеона III, Бранда большее внимание заострил не на войне, а на мирной жизни, в частности, выделив Всемирную выставку 1867 года, хотя и справедливо указал на то, что именно из-за поражения во франко-прусской войне 1870 года успехи Наполеона III не принесли ему посмертную славу. Тем не менее, Бранда отметил «как вся Первая империя не может быть сведена к Ватерлоо, так и Седан не должен заслонить двадцать лет прогресса, достигнутого Францией благодаря этому удивительному человеку». Тем более что на его похороны пришло 60 тысяч человек и, как утверждает французский историк, ни один французский император не был удостоен подобных почестей, не считая возвращение 15 декабря 1840 года праха Наполеона I по Францию с острова святой Елены, когда на церемонии присутствовали все жители Парижа. Луи-Наполеон в бытность принцем мог сочетаться браком со своей кузиной, принцессой Матильдой Бонапарт, и тогда бы Матильда стала французской императрицей. При этом она стать и российской императрицей, поскольку её отец, король Жером Бонапарт, после того, как не состоялась помолвка с Луи-Наполеоном, решил обратиться в сторону России, воспользовавшись приездом во Флоренции цесаревича Александр, сын Николая I, который оказался там путешествуя в 1838 году по Европе. Жером даже показал цесаревичу свой личный кабинет где хранилось собрание реликвий с острова святой Елены. И хотя цесаревич выразил своё согласие на возможность заключения брака, но его условия невыполнимыми для Жерома, поскольку его дочь Матильда должна была принять православие и проживать в России. Бранда в связи с этим отметил, что Жером настолько увлёкся этой мыслью, что совсем забыл, что именно благодаря династии Романовых Европа обязана свержением Наполеона, а также, что если бы Матильда была более уступчивой, то всё бы произошло иначе. Тем не менее, позднее Матильда вышла замуж за русского мецената и миллионера А. Н. Демидовым и, хотя их брак в дальнейшем распался, сама Матильда вошла в историю как меценат. А Бранда с симпатией описывает Матильду и, в первую очередь, её деятельность в качестве покровительницы искусств притом что она сама являлась отличной художницей. В годы Второй империи салон Матильды во Франции был одним из самых знаменитых. Своих гостей она принимала с необыкновенной точностью по времени, поскольку к ужину приступали ровно в 19.30 и даже если она всегда оказывала гостям «предельное радушие», то опаздывать к ней не следовало, как это произошло с Альфредом де Мюссе, который задержался на целый час, и после этого больше не допускался. Бранда, считает что для лучшего понимания личности Матильду, следует обратиться к работам братьев Гонкур, Шарля Огюстен де Сент-Бёва и Марселя Пруста. Таньшина отмечает, что не менее яркой оказалась судьба Наполеона Жозефа Шарля Поля Бонапарта, брата принцессы Матильды, известного по прозвищу Плон-Плон (восходит одному из произношений им имени «Наполеон» в детстве), которого Луи-Наполеон Бонапарт в 1848 году назначил полномочным министром в Испании. Позднее он был в числе участников Крымской войны, занимал должность губернатора Алжира а во французской Итальянской армии в 1859 году являлся командиром корпуса. В книге повествуется о жизни Чарльза Джозефа Бонапарт, внука Жерома Бонапарта, получившего известность как военно-морский министр и генеральный прокурор при президенте США Теодор Рузвельте, а также как создатель Федерального бюро расследований. Мари Бонапарт, правнучка Люсьена, писательница, переводчица, ученица и подруга Зигмунда Фрейда, спасшая его 1939 году от преследования нацистов, поскольку благодаря её помощи Фрейд сумел эмигрировать в Великобританию. Рецензент отмечает, что принц Луи (Наполеон VI), представленный в книге Бранда как «Луи, голлист» и как «великий Бонапарт», дед нынешнего главы дома Бонапартов Жана-Кристофа, в 1969 году встречал президента-социалиста Жоржа Помпиду и Мишеля Дебре в аэропорту Аяччо и стал первым человеком кого Помпиду приветствовал после прилёта, что Бранда рассматривает с символической точки зрения поскольку «на самом высоком уровне государство тогда гордилось своей историей!», хотя и высказывает сожаление, подчёркивая разницу между празднованиями юбилея Первой империи в 1969 году и уже в 2005 году: «Какая разница по сравнению с 2015-м годом, когда Жак Ширак, называя себя наследником Помпиду, отказался достойно праздновать победу Аустерлица!». Подытоживает Таньшина следующее: «То есть история рода Бонапартов продолжается, как и их сага. И эта сага блестяще представлена на станицах книги Пьера Бранда. Книга читается как настоящий роман, причем читать его можно, как „Хазарский словарь“ Милорада Павича, с абсолютно любого очерка, в любой последовательности. „Какой роман, моя жизнь“, — эти слова „тотема“, Наполеона Бонапарта, вполне применимы к жизни каждого из героев этой книги. И было бы замечательно, если бы книга Пьера Бранда „Сага о Бонапартах“ была переведена на русский язык».

## Научные труды

### Монографии
- 2005 : Napoléon et l’Europe : regards sur une politique, de Thierry Lentz (dir), Pierre Branda, Natalie Petiteau et collectif, Fayard ISBN 978-2213623900
- 2006 : Napoléon, l’esclavage et les colonies, de Pierre Branda, Thierry Lentz et Chantal Lheureux-Prévot, Fayard ISBN 978-2286025861
- 2007 : Le prix de la gloire : Napoléon et l’argent, Fayard ISBN 978-2213631653
- 2008 : Quand Napoléon inventait la France : dictionnaire des institutions politiques, administratives et de cour du Consulat et de l’Empire, de Thierry Lentz (dir), Pierre Branda, Pierre-François Pinaud et Clémence Zacharie, Tallandier ISBN 978-2847344103
- 2011 : Napoléon et ses hommes : la Maison de l’Empereur, 1804—1815, Fayard ISBN 978-2213638294
- 2012 : La berline de Napoléon : le mystère du butin de Waterloo, de Jean Tulard (dir), Pierre Branda et collectif, Albin Michel ISBN 978-2226208132
- 2012 : 1812 : la campagne de Russie, de Marie-Pierre Rey, Thierry Lentz (dir), Jacques Jourquin[англ.], Pierre Branda et collectif, Perrin ISBN 978-2262040727
- 2014 : Les secrets de Napoléon, Librairie Vuibert ISBN 978-2311012590
- 2014 : La guerre secrète de Napoléon, Perrin ISBN 978-2262032913
- 2014 : Du haut de ces pyramides… : l’expédition d'Égypte et la naissance de l'égyptologie (1798—1850), de Nicolas Grimal, Patrice Bret, Hélène Jagot, Pierre Branda et collectif, Fage éditions ISBN 978-2849753156
- 2014 : Napoléon : une vie, une légende, de Thierry Lentz et Pierre Branda (dir). Exposition du 20 décembre 2013 au 9 mars 2014 au palais de l’Indépendance d’Astana (Kazakhstan), éd. français-russe-kazakh, Réunion des musées nationaux ISBN 978-2711861989
- 2015 : L’Île d’Elbe et le retour de Napoleon : 1814—1815, Sotéca ISBN 979-1091561761
- 2016 : Joséphine : le paradoxe du cygne, Perrin ISBN 978-2262040864
- 2016 : L'économie selon Napoléon : monnaie, banque, crises et commerce sous le Premier Empire, Vendémiaire ISBN 978-2363582461
- 2016 : 1814 : la Campagne de France, de Patrick Gueniffey, Pierre Branda (dir) et collectif, Perrin ISBN 978-2262064983
- 2016 : Napoléon à Sainte-Hélène : la conquête de la mémoire, de Thierry Lentz, Jacques Jourquin, Pierre Branda et collectif, Gallimard ISBN 978-2070178742
- 2017 : Dictionnaire des institutions du Consulat et de l’Empire, de Thierry Lentz (dir), Pierre Branda, Pierre-François Pinaud et Clémence Zacharie, Tallandier ISBN 979-1021023406
- 2017 : Correspondance générale de Napoléon Bonaparte, tome XIII, de Pierre Branda (dir) et collectif, Fondation Napoléon / Fayard ISBN 978-2213701776
- 2018 : La vie de Napoléon, de Pierre Branda et Didier Lévy, Camille Chevrillon (illustrations), Perrin / Gründ ISBN 978-2324020605
- 2018 : L’art au service du pouvoir : Napoléon Ier — Napoléon III, de Pierre Branda et Xavier Mauduit[фр.] (dir), Perrin ISBN 978-2262075057
- 2018 : Correspondance générale de Napoléon Bonaparte, tome XV : Les Chutes 1814—1821 + supplément 1788—1813, de Vincent Haegele[фр.], Jacques Macé, Pierre Branda, Thierry Lentz et François Houdecek ISBN 9782213706177
- 2018 : La saga des Bonaparte, du XVIIIe siècle à nos jours, Perrin ISBN 978-2262048907
- 2019 : Le bivouac de l’Empereur, de collectif et Pierre Branda, Sotéca ISBN 978-2376630241
- 2021 : Napoléon à Sainte-Hélène, Perrin ISBN 978-2-262-06995-7

## Статьи
- Branda P. The Grand Maréchal du Palais: to serve and protect // Napoleonica. La Revue Volume 1, Issue 1, 2008, pages 2–44
- Branda P. Le Grand Maréchal du Palais : protéger et servir // Napoleonica. La Revue 2008/1 (N° 1), pages 2–44
- Branda P. Did the war pay for the war? An assessment of napoleon’s attempts to make his campaigns self-financing // Napoleonica. La Revue 2008/3 (N° 3), pages 2–15
- Branda P. The «Maison de l’Empereur» or the «Emperor’s Household» // Napoleonica. La Revue 2013/1 (N° 16), pages 75–87
- Branda P. Towards the Island of Elba: Reasons to Hope // Napoleonica. La Revue Volume 19, Issue 1, 2014, pages 35–52
- Branda P. Vers l'île d’Elbe : des raisons d’espérer // Napoleonica. La Revue 2014/1 (N° 19), pages 35–52
- Branda P. Volonté et fidélité de l’État : la politique du Baron Louis // Napoleonica. La Revue 2015/1 (n° 22), pages 44–51
- Branda P. Willpower and Fidelity to the State: Baron Louis and his «Politique» // Napoleonica. La Revue Volume 22, Issue 1, 2015, pages 44–51
- Branda P. Joseph Bonaparte, the family’s money-man // Napoleonica. La Revue 2017/2 (N° 29), pages 8–14